# Pelé
Edson Arantes do Nascimento (phát âm tiếng Bồ Đào Nha: [ˈɛtsõ (w)ɐˈɾɐ̃tʃiz du nɐsiˈmẽtu]; 23 tháng 10 năm 1940 – 29 tháng 12 năm 2022), thường được biết đến nhiều nhất với tên gọi Pelé, là một cố cầu thủ bóng đá chuyên nghiệp người Brazil. Với biệt danh "Vua bóng đá", ông được đánh giá là một trong những cầu thủ vĩ đại nhất mọi thời đại trong lịch sử bóng đá. Năm 1999, ông được bầu chọn là Cầu thủ xuất sắc nhất thế kỉ 20 bởi hiệp hội IFFHS. Cũng trong năm đó, ông được IOC bầu chọn là Vận động viên của thế kỉ và được tạp chí TIME đưa vào danh sách 100 người có ảnh hưởng lớn nhất thế giới. Đến năm 2013, ông được FIFA trao tặng giải thưởng Quả bóng vàng danh dự (Ballon d'Or Prix d'Honneur).
Được phát hiện tài năng từ khi còn rất trẻ, Pelé bắt đầu chơi bóng cho Santos Futebol Clube khi mới 15 tuổi, vào đội tuyển quốc gia khi 16 tuổi và lần đầu đoạt Cúp Thế giới khi mới ở tuổi 17. Trong sự nghiệp quốc tế của mình, ông đã giành được 3 Cúp thế giới của FIFA vào các năm 1958, 1962 và 1970, và là cầu thủ duy nhất tính tới thời điểm hiện tại làm được điều này. Pelé là cầu thủ ghi bàn hàng đầu mọi thời đại của Brasil với 101 bàn thắng sau 52 trận đấu. Ở cấp câu lạc bộ, ông là cầu thủ ghi bàn nhiều nhất cho Santos, và đưa đội bóng đến chức vô địch Copa Libertadores năm 1962 và 1963. "Cách chơi bùng nổ và thiên hướng ghi bàn ngoạn mục" của Pelé đã khiến ông trở thành một ngôi sao trên khắp thế giới. Kể từ khi giải nghệ năm 1977, Pelé là một đại sứ trên toàn thế giới về bóng đá và có nhiều liên doanh về diễn xuất và thương mại. Năm 2010, ông được bổ nhiệm làm Chủ tịch danh dự của New York Cosmos.
Pelé cũng đã được biết đến với việc kết nối cụm từ "The Beautiful Game" với bóng đá. Một cầu thủ ghi bàn phong phú, Pelé đã được biết đến với khả năng thực hiện những cú sút mạnh mẽ và chính xác với cả hai chân cùng với việc dự đoán hướng di chuyển của đối thủ trên sân. Trong phần đầu sự nghiệp của mình, Pelé chơi bóng trong hàng loạt các sơ đồ tấn công và sử dụng kỹ năng lừa bóng của mình để đi qua đối thủ. Sau này, ông đóng vai trò kiến thiết bóng phía sau tiền đạo tấn công. Ở Brasil, Pelé được ca ngợi là một anh hùng dân tộc vì những thành tựu của mình trong bóng đá và sự hỗ trợ thẳng thắn của ông về các chính sách cải thiện điều kiện xã hội của người nghèo. Trong suốt sự nghiệp của mình và trong thời gian nghỉ hưu, Pelé đã nhận được nhiều giải thưởng cá nhân và nhóm cho màn trình diễn của ông trong bóng đá, cho những thành tích kỷ lục và cho di sản của ông trong môn thể thao này.

## Tiểu sử
Pele được sinh ra tại Três Corações, Minas Gerais, Brasil, con trai của cầu thủ bóng đá Fluminense Dondinho (tên khai sinh: João Ramos do Nascimento) và Celeste Arantes. Ông là anh lớn của hai anh em ruột. Ông được đặt tên theo nhà phát minh người Mỹ Thomas Edison. Cha mẹ ông đã quyết định bỏ đi chữ "i" và gọi ông là "Edson", nhưng có một lỗi trên giấy khai sinh, nên nhiều tài liệu đã đưa tên ông như là "Edison" chứ không phải "Edson". Ban đầu ông có biệt danh Dico do gia đình đặt cho. Ông đã nhận được biệt danh là "Pelé" trong những ngày đi học, theo kể lại ông đã có biệt danh như vậy vì tên của cầu thủ ưa thích của ông, thủ môn của đội CR Vasco da Gama Bilé, đã bị ông phát âm sai thành Pelé nhưng khi ông càng thanh minh thì càng bị gọi như vậy. Trong cuốn tự truyện của mình, Pele tuyên bố ông và bạn bè ông lúc đó không biết biệt danh đó có nghĩa gì. Ngoài việc phát âm nhầm như trên, và Pelé trong tiếng Hebrew có nghĩa là "phép lạ" (פֶּ֫לֶא), từ này không có ý nghĩa gì nổi bật trong tiếng Bồ Đào Nha.
Pelé lớn lên trong đói nghèo ở Bauru ở bang São Paulo. Ông kiếm tiền bằng cách làm việc trong các cửa hàng chè như một người phục vụ. Được cha dạy đá bóng, nhưng ông không có được một quả bóng đá phù hợp và thường chơi bóng với một cái túi nhồi báo được buộc chặt. Khi còn nhỏ ông chơi cho một số đội nghiệp dư: Sete de Setembro, Canto do Rio, São Paulinho, và Amériquinha. Pelé đã cùng với Bauru Athletic Club juniors (huấn luyện viên Waldemar de Brito) giành ba chức vô địch toàn bang São Paulo liên tiếp từ năm 1954 đến năm 1956. Ông cũng thống trị các cuộc thi đấu bóng bầu dục ở Futebol de Salão trong khu vực và giành được nhiều chức vô địch với đội địa phương Radium.
Theo Pelé, bóng đá trong nhà có những thách thức khó khăn; ông nói nó nhanh hơn rất nhiều so với bóng đá trên sân cỏ và người chơi phải suy nghĩ nhanh hơn vì mọi người ở khoảng cách gần hơn. Pelé công nhận bóng đá trong nhà đã giúp ông suy nghĩ tại chỗ tốt hơn. Ngoài ra, bóng đá trong nhà cho phép ông chơi với người lớn khi ông mới khoảng 14 tuổi. Trong một trong các giải đấu mà Pelé được tham gia, ban đầu ông được coi là quá trẻ để chơi, nhưng cuối cùng Pelé đã kết thúc giải với tư cách cầu thủ ghi bàn hàng đầu với mười bốn hoặc mười lăm bàn thắng. "Điều đó đã cho tôi rất nhiều tự tin", Pelé nói, "Tôi biết sau đó tôi sẽ không sợ bất cứ điều gì có thể đến".

## Sự nghiệp câu lạc bộ

### Santos

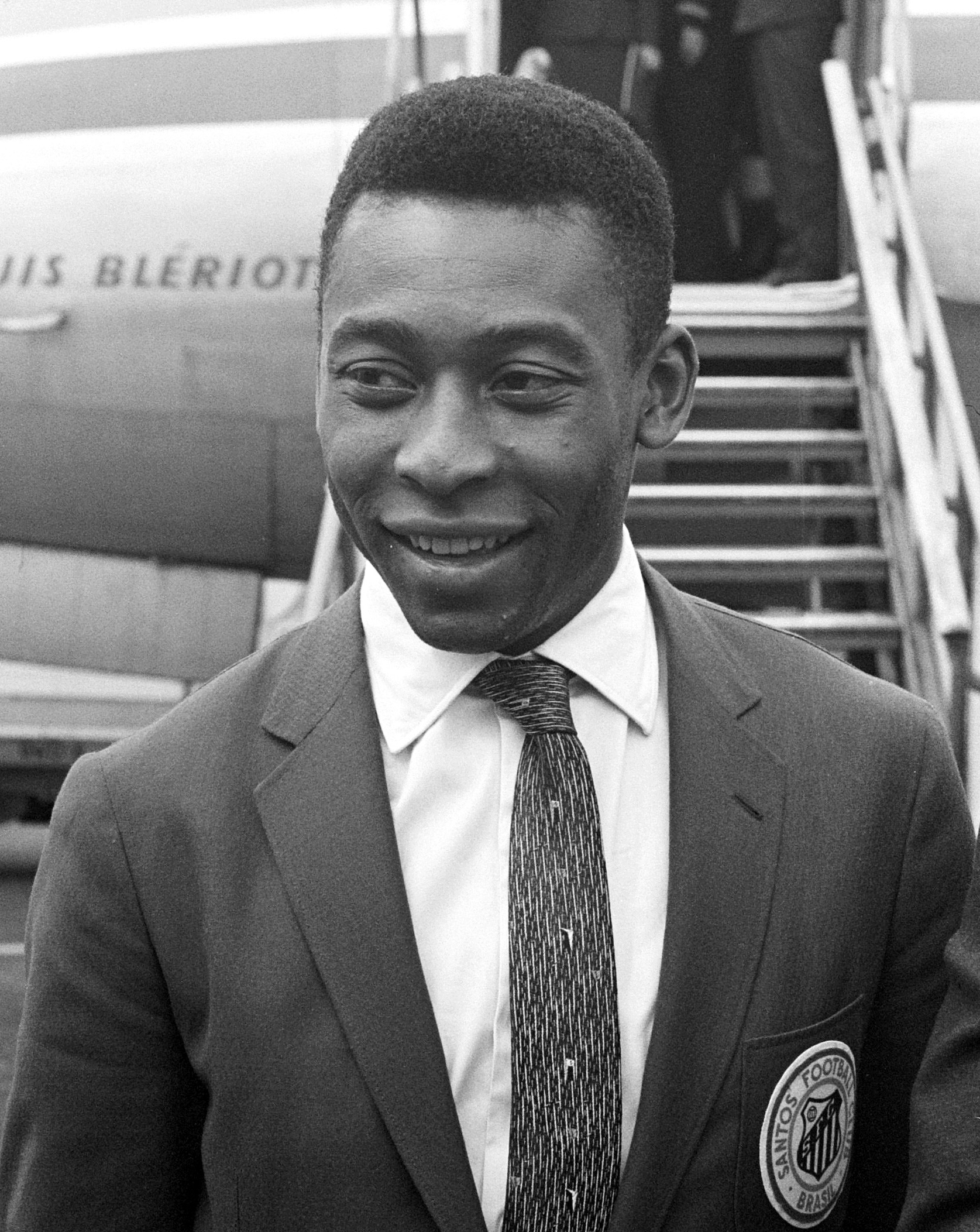
Pelé trong đội hình Santos tại Hà Lan, tháng 10 năm 1962

Năm 1956, de Brito đưa Pelé đến Santos, một thành phố cảng công nghiệp nằm gần São Paulo, để thử đá chuyên nghiệp với câu lạc bộ chuyên nghiệp Santos FC. Ông nói với các giám đốc ở Santos rằng cầu thủ 15 tuổi này sẽ là "cầu thủ bóng đá vĩ đại nhất thế giới. " Pelé đã gây ấn tượng với HLV Santos Lula trong thời gian thử việc tại Estádio Vila Belmiro, và ông đã ký hợp đồng chuyên nghiệp với câu lạc bộ vào tháng 6 năm 1956. Pelé được quảng cáo rất mạnh trong các phương tiện truyền thông địa phương như một siêu sao trong tương lai. Ông đã ra mắt đội hình chính thức vào ngày 7 tháng 9 năm 1956 ở tuổi 15 với Corinthians Santo Andre và có một màn trình diễn ấn tượng hôm đó trong chiến thắng 7–1 của đội bóng, ghi bàn thắng đầu tiên trong sự nghiệp sung mãn của mình.
Khi mùa giải 1957 bắt đầu, Pelé đã được trao một vị trí xuất phát trong đội hình chính và ở tuổi 16, trở thành cầu thủ ghi bàn hàng đầu trong giải đấu. Mười tháng sau khi ký hợp đồng chuyên nghiệp, ông được gọi lên đội tuyển quốc gia Brasil. Sau World Cup 1962, các câu lạc bộ châu Âu giàu có như Real Madrid, Juventus và Manchester United đã cố gắng để ký được hợp đồng với ông, nhưng chính phủ Brasil dưới quyền Tổng thống Jânio Quadros đã tuyên bố Pelé là "kho báu quốc gia chính thức" vào năm trước đó để ngăn chặn việc chuyển nhượng Pelé ra khỏi đất nước này.
Pelé giành danh hiệu lớn đầu tiên của mình với Santos vào năm 1958 khi đội giành được Campeonato Paulista; Pelé kết thúc giải đấu với tư cách là cầu thủ ghi bàn hàng đầu với 58 bàn thắng, một kỷ lục đứng vững cho tới ngày nay. Một năm sau, ông giúp đội giành chiến thắng đầu tiên tại Torneio Rio-São Paulo với tỷ số 3-0 trước Vasco da Gama. Tuy nhiên, Santos không thể giữ lại danh hiệu Paulista. Năm 1960, Pelé ghi 33 bàn thắng để giúp đội của mình giành lại danh hiệu Campeonato Paulista nhưng đã thua trong giải đấu Rio-São Paulo sau khi kết thúc ở vị trí thứ 8. Trong mùa giải 1960, Pelé ghi được 47 bàn và giúp Santos tiếp tục vô địch Campeonato Paulista. Câu lạc bộ tiếp tục chiến thắng Taça Brasil cùng năm đó, đánh bại Bahia trong trận chung kết; Pelé trở thành cầu thủ ghi bàn hàng đầu của giải đấu với 9 bàn thắng. Chiến thắng này cho phép Santos tham gia Copa Libertadores, giải đấu câu lạc bộ uy tín nhất ở Tây bán cầu.
—Thủ môn đội Benfica Costa Pereira phát biểu sau trận thua Santos năm 1962.

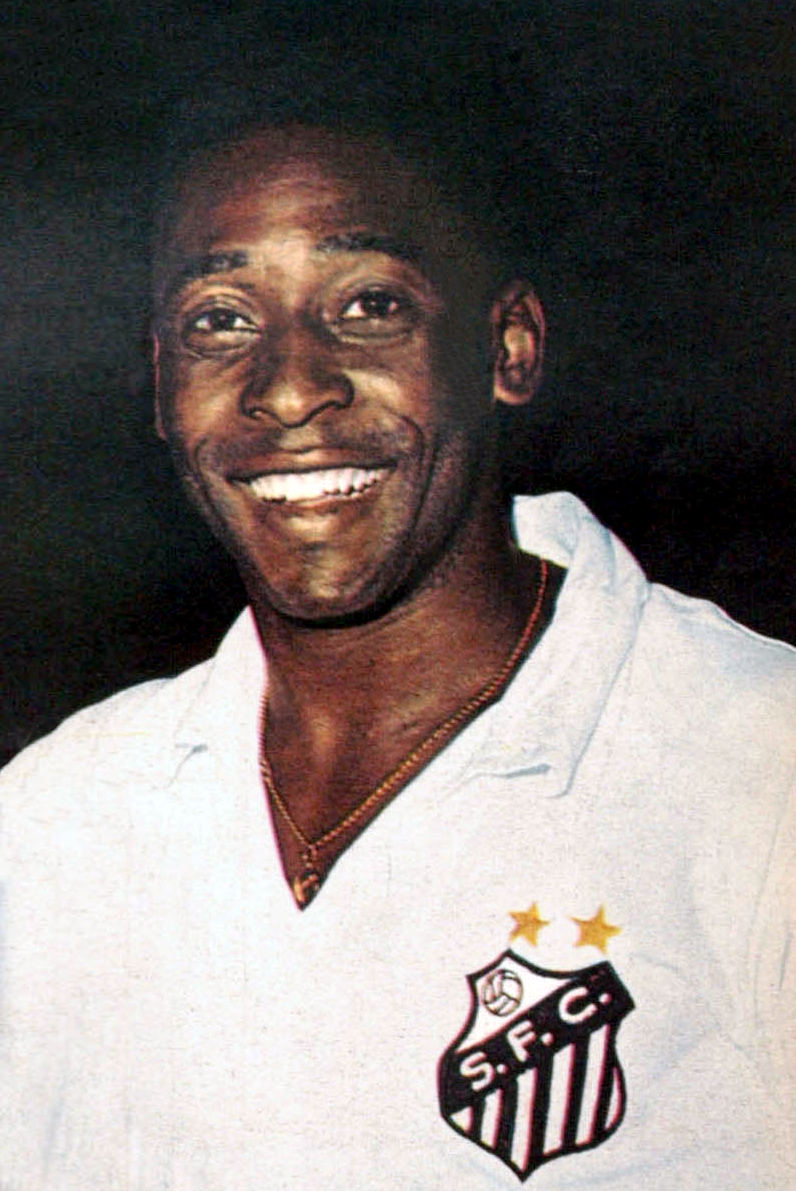
Pelé là cầu thủ ghi nhiều bàn nhất cho Santos.

Mùa Copa Libertadores thành công nhất của Santos bắt đầu vào năm 1962, đội được làm đội hạt giống trong bảng 1 cùng với Cerro Porteño và Deportivo Municipal Bolivia. Santos chiến thắng mọi trận đấu trong nhóm của họ trừ một trận hòa 1–1 lượt đi với Cerro. Santos đánh bại Universidad Católica ở bán kết và gặp nhà đương kim vô địch Peñarol trong trận chung kết. Pelé ghi hai bàn trong trận playoff và giành danh hiệu vô địch Copa Libertadores đầu tiên cho một câu lạc bộ Brasil. Pelé trở thành cầu thủ ghi bàn thứ hai của giải với bốn bàn thắng. Cùng năm đó, Santos đã thành công trong việc bảo vệ Campeonato Brasileiro (với 37 bàn thắng của Pelé) và Taça Brasil (Pelé ghi được 4 bàn trong loạt trận chung kết gặp Botafogo). Santos cũng giành được Intercontinental Cup năm 1962 khi thắng Benfica. Mặc chiếc áo số 10, Pelé đã tạo ra một trong những màn trình diễn xuất sắc nhất trong sự nghiệp của anh, ghi được một hat-trick tại Lisbon với tỷ số chung cuộc Santos thắng 5-2.
Là nhà vô địch, Santos được tự động đưa thẳng vào vòng bán kết của Copa Libertadores năm 1963. Ballet blanco, biệt danh được Santos trao cho Pelé, nỗ lực giữ lại danh hiệu sau khi chiến thắng các đội Botafogo và Boca Juniors. Pelé đã giúp Santos vượt qua một đội bóng Botafogo có nhiều cầu thủ huyền thoại người Brasil như Garrincha và Jairzinho với bàn thắng vào phút chót ở lượt đi bán kết, gỡ hòa 1–1. Ở lượt về, Pelé ghi được một hat-trick tại Sân vận động Maracanã và Santos thắng 0–4 lượt về. Santos bắt đầu loạt chung kết cuối cùng bằng chiến thắng, 3–2 ở lượt đi và đánh bại Boca Juniors 1–2 tại La Bombonera. Đó là một kỳ tích hiếm hoi trong các cuộc thi chính thức, với một bàn thắng khác của Pelé. Santos trở thành đội Brasil đầu tiên (và đến nay) nâng cúp Libertadores trên đất Argentina. Pelé kết thúc giải đấu với 5 bàn thắng. Santos đánh bại Campeonato Paulista sau khi kết thúc ở vị trí thứ ba nhưng tiếp tục giành chiến thắng trong giải đấu Rio-São Paulo sau chiến thắng 0-3 trước Flamengo trong trận chung kết, với Pelé ghi được một bàn thắng. Pelé cũng giúp Santos tiếp tục vô địch Intercontinental Cup và Taça Brasil với các chiến thắng trước Milan và Bahia.
Tại Copa Libertadores năm 1964, Santos bị Independiente đánh bại ở cả hai lượt trận bán kết. Câu lạc bộ đã giành được Campeonato Paulista, với Pelé ghi 34 bàn thắng. Santos cũng chia sẻ danh hiệu Rio-São Paulo cùng với Botafogo và thắng giải Taça Brasil trong năm thứ tư liên tiếp. Vào Copa Libertadores năm 1965, Santos tiến đến bán kết và gặp Peñarol trong trận chung kết, lặp lại chung kết năm 1962. Sau hai trận đấu, tỷ số vẫn hòa và cần một trận playoff. Không giống như năm 1962, Peñarol vượt lên đánh bại Santos 2–1. Tuy vậy Pelé kết thúc với tư cách cầu thủ ghi nhiều bàn nhất của giải đấu với 8 bàn thắng. Điều này đã khởi đầu của sự thoái trào khi Santos không thể tiếp tục vô địch giải Torneio Rio-São Paulo. Năm 1966, Pelé và Santos cũng thất bại trong việc bảo vệ chức vô địch Taça Brasil vì các bàn thắng của Pelé là không đủ để ngăn chặn thất bại 9-4 trước Cruzeiro (do Tostão dẫn đội) trong loạt đấu cuối cùng. Tuy vậy Santos cũng giành chiến thắng giải Campeonato Paulista năm 1967, 1968 và 1969. Vào ngày 19 tháng 11 năm 1969, Pelé ghi bàn thắng thứ 1000 của mình trong tất cả các giải đấu, và đây một thời điểm được mong đợi ở Brasil. Bàn thắng, được gọi là O Milésimo (Thứ 1000), xảy ra trong một trận đấu với Vasco da Gama, khi Pelé ghi bàn từ một quả phạt đền, tại sân vận động Maracanã.

### New York Cosmos

Pelé ký vào bóng để tặng Tổng thống Hoa Kỳ Richard Nixon tại Nhà Trắng năm 1973, hai năm trước khi gia nhập New York Cosmos

Sau mùa giải 1974 (mùa thứ 19 với Santos), Pelé đã nghỉ đá mặc dù ông tiếp tục chơi cho Santos trong các trận đấu chính thức. Hai năm sau, ông tiếp tục đá với hợp đồng với New York Cosmos của Giải bóng đá Bắc Mỹ(NASL) cho mùa giải năm 1975. Mặc dù đã qua thời kỳ đỉnh cao, Pelé được ghi nhận với việc làm gia tăng đáng kể nhận thức của công chúng và sự quan tâm của môn thể thao này ở Hoa Kỳ. Hy vọng sẽ thúc đẩy nhận thức về bóng đá tại Cộng hòa Dominica, anh và đội Cosmos chơi một trận đấu trình diễn với đội bóng Haiti Violette AC, tại Estadio Olímpico Félix Sánchez vào ngày 3 tháng 6 năm 1976, với hơn 25.000 người hâm mộ đã chứng kiến Pelé ghi bàn thắng trong những giây cuối của trận đấu, giúp Cosmos chiến thắng với tỷ số 2–1. Pelé đưa câu lạc bộ này đến chức vô địch năm 1977 trong giải đấu thứ ba và cuối cùng của mình với câu lạc bộ.

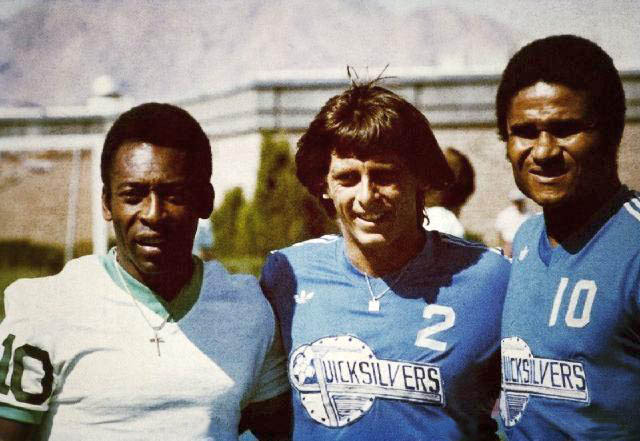
Pelé (trái) với Eusébio (phải) trước một trận đấu tại North American Soccer League vào tháng 4 năm 1977

Vào ngày 1 tháng 10 năm 1977, Pelé kết thúc sự nghiệp của mình trong một trận đấu biểu diễn giữa Cosmos và Santos. Santos đến New York sau khi đánh bại Seattle Sounders ở New Jersey, 2–0. Trận đấu đã bán hết vé tại Sân vận động Giants và được truyền hình tại Hoa Kỳ trên kênh ABC cũng như trên khắp thế giới. Cha và vợ của Pelé đều tham dự trận đấu, cũng như Muhammad Ali và Bobby Moore.

## Sự nghiệp quốc tế

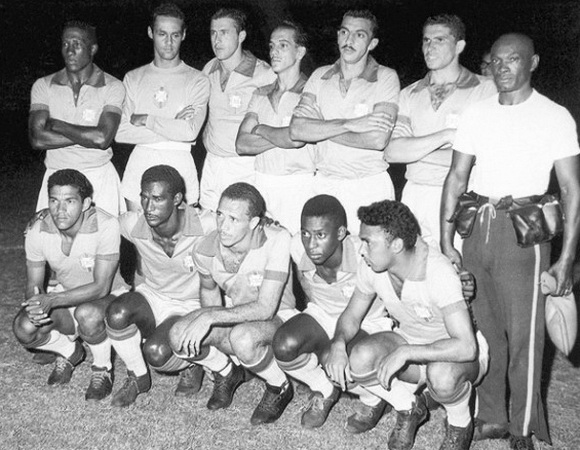
Pelé (quỳ, thứ hai từ phải sang) và đội tuyển Brasil tại 1959 Copa America

Trận đấu quốc tế đầu tiên của Pelé là trận thua 2–1 trước Argentina vào ngày 7 tháng 7 năm 1957 tại Maracanã. Trong trận đấu đó, ông đã ghi bàn thắng đầu tiên cho đội tuyển Brasil khi mới 16 tuổi 9 tháng để trở thành cầu thủ trẻ nhất ghi bàn trong bóng đá quốc tế.

### Cúp Thế giới 1958
Pelé đến Thụy Điển với thương tích ở đầu gối, nhưng khi ông quay trở về từ phòng điều trị, các đồng đội của ông đã đồng lòng và khăng khăng lựa chọn ông vào đội hình thi đấu. Trận đấu đầu tiên của ông là trận đấu với Liên Xô trong trận đấu thứ ba của vòng bảng của Giải bóng đá vô địch thế giới 1958, và Pelé đã hỗ trợ cho bàn thắng thứ hai của Vavá. Ông là cầu thủ trẻ nhất của giải đấu đó, và vào thời điểm đó là cầu thủ trẻ nhất từng chơi tại World Cup Trong trận bán kết, Brasil đã dẫn 2–1 tại giờ nghỉ giải lao, và rồi Pelé ghi hat-trick, trở thành người trẻ nhất trong lịch sử World Cup từng thực hiện điều này.

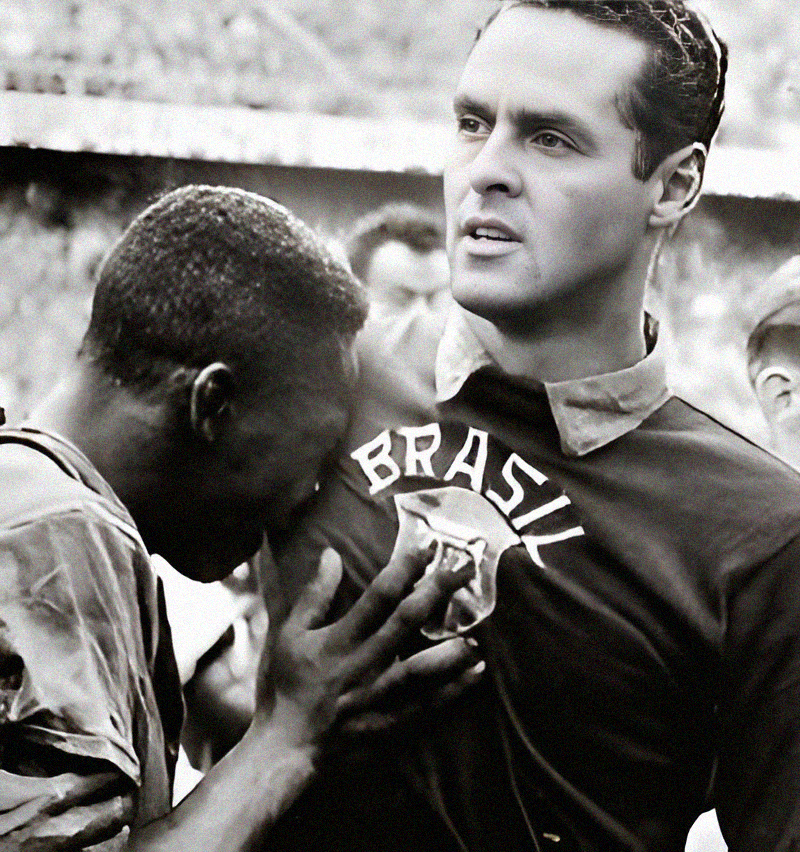
Pelé (khi đó mới 17 tuổi) khóc trên vai thủ môn Gilmar sau khi Brasil vô địch 1958 World Cup.

Vào ngày 29 tháng 6 năm 1958, Pelé trở thành cầu thủ trẻ nhất chơi trong trận chung kết World Cup với 17 tuổi và 249 ngày. Anh ghi hai bàn thắng trong trận chung kết đó khi Brasil đánh bại Thụy Điển 5–2 tại thủ đô Stockholm. Bàn thắng đầu tiên của anh khi anh vẩy bóng qua một hậu vệ trước khi đưa bóng vào lưới, đã được chọn là một trong những bàn thắng đẹp nhất trong lịch sử World Cup. Sau bàn thắng thứ hai của Pelé, cầu thủ Thụy Điển Sigvard Parling sau đó đã bình luận; "Khi Pelé ghi bàn thắng thứ năm trong trận chung kết đó, tôi phải trung thực nói rằng tôi muốn vỗ tay hoan hô". Khi trận đấu kết thúc, Pelé đã ngất đi ngay trên sân và được Garrincha làm hồi tỉnh lại. Sau đó anh hồi phục, và đã bật khóc vì chiến thắng khi anh được đồng đội chúc mừng. Anh đã kết thúc giải đấu với sáu bàn thắng trong bốn trận đấu được vào sân, đồng vị trí thứ hai, sau cầu thủ phá kỷ lục Just Fontaine, và được mệnh danh là cầu thủ trẻ xuất sắc nhất của giải đấu.
Chính tại giải vô địch thế giới năm 1958 mà Pelé bắt đầu mặc một chiếc áo số 10. Việc này là kết quả của sự tổ chức kém: các nhà lãnh đạo của bóng đá Brasil đã không gửi số áo của các cầu thủ và FIFA đã chọn số 10 cho Pelé, người vào sân thay thế. Báo chí tuyên bố Pelé là khám phá vĩ đại nhất của World Cup 1958, và ông cũng giành Quả bóng bạc, với tư cách cầu thủ hay thứ hai của giải đấu, sau Didi.

### Cúp Thế giới 1962

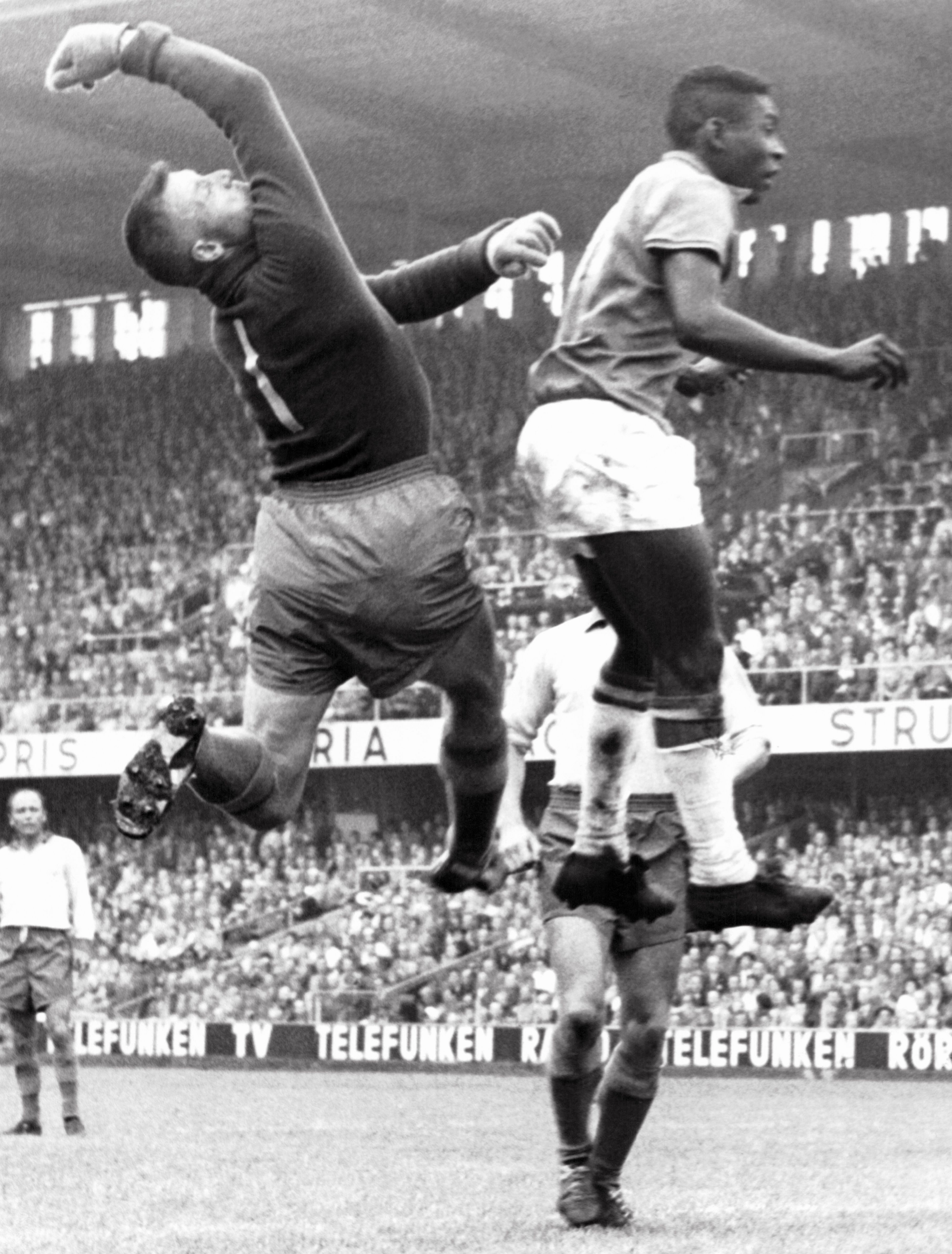
Pelé tranh bóng với thủ môn đội Thụy Điển Kalle Svensson trong trận chung kết năm 1958

Khi Cúp Thế giới 1962 bắt đầu, Pelé là cầu thủ hay nhất trên thế giới vào thời điểm đó. Trong trận đấu đầu tiên của Cúp Thế giới 1962 ở Chile, đối đầu với Mexico, Pelé đã hỗ trợ trong bàn thắng đầu tiên và sau đó ghi bàn thắng thứ hai, sau khi vượt qua bốn hậu vệ, để nâng tỷ số lên 2–0. Ông đã bị chấn thương trong trận đấu tiếp theo trong khi cố gắng thực hiện một cú sút tầm xa khi đấu với đội Tiệp Khắc. Chấn thương này đã bắt Pelé phải ngồi ngoài sân suốt phần còn lại của giải đấu, và buộc huấn luyện viên Aymoré Moreira thực hiện thay đổi đội hình duy nhất trong toàn giải. Người thay thế Pelé là Amarildo, đã thi đấu tốt trong các trận còn lại của giải đấu. Tuy nhiên, Garrincha mới là người đã đóng vai trò dẫn đầu đội bóng và đưa Brasil đến danh hiệu Cup Thế giới thứ hai của họ, sau khi đánh bại Tiệp Khắc tại trận chung kết ở Santiago.

### Cúp Thế giới 1966
Pelé là cầu thủ bóng đá nổi tiếng nhất thế giới tại Cúp Thế giới 1966 ở Anh, và Brasil đã đưa đến Anh hàng loạt cầu thủ vô địch thế giới 4 năm trước đó như Garrincha, Gilmar và Djalma Santos với sự bổ sung của các ngôi sao khác như Jairzinho, Tostão và Gérson. Brasil bị loại ở ngay vòng đầu tiên, chỉ chơi có 3 trận. Cúp Thế giới 1966 đã được ghi nhận có nhiều điều đáng nói, trong đó có việc phạm lỗi đối với Pelé khiến ông bị chấn thương do các hậu vệ người Bulgaria và Bồ Đào Nha chơi xấu.
Pelé đã ghi bàn thắng đầu tiên từ một cú đá phạt vào lưới Bulgaria, trở thành cầu thủ đầu tiên ghi bàn trong ba Cúp Thế giới liên tiếp, nhưng do chấn thương vì bị các hậu vệ Bulgaria phạm lỗi, anh đã bỏ lỡ trận đấu thứ hai với Hungary. Brasil thua trận này và Pelé, mặc dù vẫn đang trong thời gian phục hồi, đã được huấn luyện viên người Brasil Vicente Feola đưa ra sân cho trận đấu quyết định cuối cùng với Bồ Đào Nha tại Goodison Park ở Liverpool. Feola đã thay đổi toàn bộ hàng phòng thủ, bao gồm cả thủ môn, trong khi ở hàng tiền vệ, Pelé trở lại với đội hình đầu tiên. Trong trận đấu này, hậu vệ người Bồ Đào Nha João Morais phạm lỗi với Pelé, nhưng không bị trọng tài George McCabe đuổi khỏi sân. Pelé phải đi khập khiễng trên sân trong thời gian còn lại của cả trận đấu, vì việc thay thế cầu thủ không được phép vào lúc đó. Sau trận đấu này, Pelé thề rằng ông sẽ không bao giờ chơi ở Cúp Thế giới nữa, nhưng sau đó ông đã đổi ý.

### Cúp Thế giới 1970

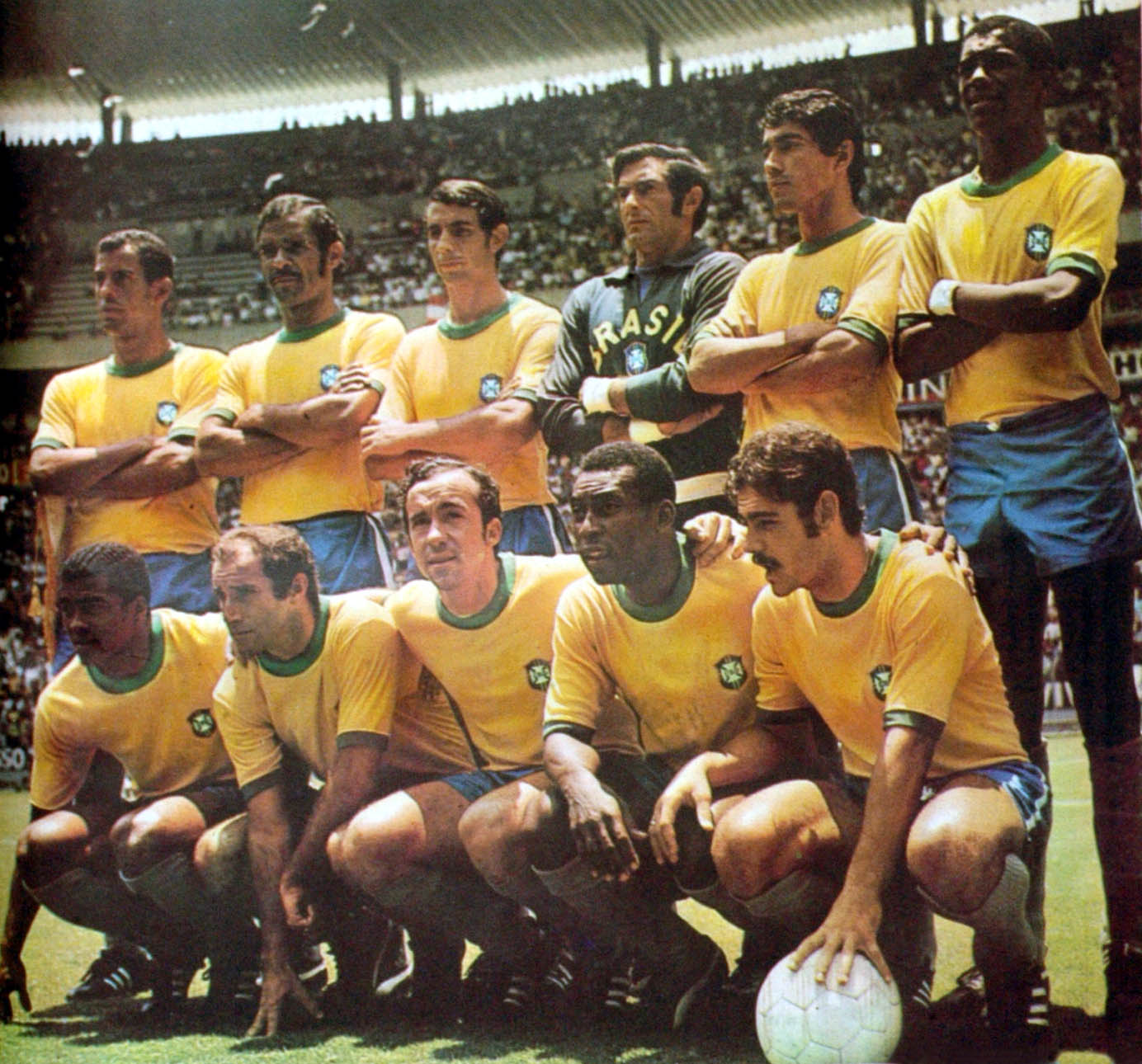
Pelé, thứ hai từ bên phải, hàng trước, chụp trước khi trận đấu với Peru.

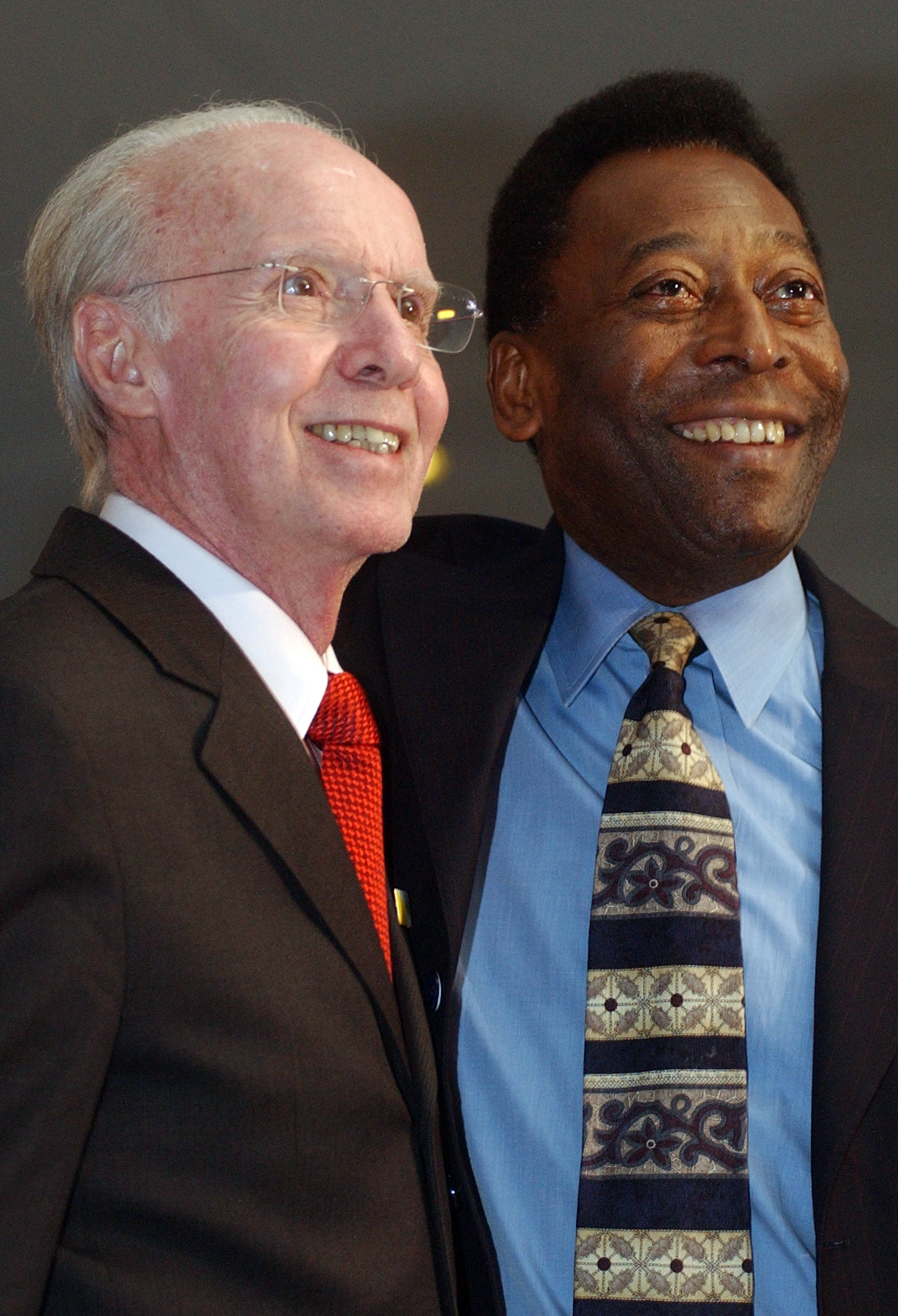
Mário Zagallo (HLV của Brasil năm 1970 với Pelé năm 2008). Zagallo nói về Pelé: "Một đứa trẻ tại Thụy Điển [Cúp thế giới 1958] bộc lộ dấu hiệu của một thiên tài, và tại Mexico [Cúp thế giới 1970] anh ấy đã giữ lời hứa và đóng cuốn sách lại với một chiếc chìa khóa vàng. Và tôi có vinh dự được quan sát cận cảnh cả quá trình trên."

Pelé được gọi vào đội tuyển quốc gia đầu năm 1969, lúc đầu anh từ chối, nhưng sau đó được chấp nhận và chơi trong sáu trận đấu vòng loại World Cup, ghi được sáu bàn thắng. Cúp Thế giới ở Mexico được kỳ vọng là giải vô địch thế giới cuối cùng của Pelé. Đội hình của Brasil cho giải đấu có những thay đổi lớn so với đội hình năm 1966. Những cầu thủ như Garrincha, Nilton Santos, Valdir Pereira, Djalma Santos và Gilmar đã giải nghệ. Tuy nhiên, đội hình World Cup 1970 của Brasil, bao gồm các cầu thủ như Pelé, Rivelino, Jairzinho, Gérson, Carlos Alberto Torres, Tostão và Clodoaldo, thường được coi là đội bóng hay nhất trong lịch sử.
Năm người Jairzinho, Pelé, Gerson, Tostão và Rivelino ở tuyến trên cùng nhau tạo ra một động lực tấn công, với Pelé đóng vai trò trung tâm trong bước tiến của Brasil đến trận chung kết. Tất cả các trận đấu của Brasil trong giải đấu (ngoại trừ trận chung kết) đều được chơi ở Guadalajara, và trong trận đấu đầu tiên với Tiệp Khắc, Pelé đã đưa Brasil dẫn trước 2-1, bằng cách kiểm soát đường chuyền dài của Gerson bằng ngực và sau đó ghi bàn. Trong trận đấu này, Pelé đã cố gắng đánh bại thủ thành Ivo Viktor từ đường chuyền nửa chừng, suýt ghi bàn thắng vào lưới Tiệp Khắc. Brasil tiếp tục giành chiến thắng trong trận đấu này với tỷ số 4–1. Trong nửa đầu của trận đấu với đội tuyển Anh, Pelé gần như ghi bàn bằng cú đánh đầu nhưng thủ môn Anh Gordon Banks đã phá được. Trong hiệp hai, anh kiểm soát một đường chuyền từ Tostão trước khi chuyền bóng cho Jairzinho ghi bàn thắng duy nhất của trận đấu.
Trong trận gặp Romania, Pelé ghi hai bàn thắng, với Brasil đi tiếp với tỉ số 3-2. Trong trận tứ kết gặp Peru, Brasil thắng 4-2, với Pelé giúp Tostão ghi bàn thứ ba của Brasil. Trong trận bán kết, Brasil gặp Uruguay lần đầu tiên kể từ trận chung kết World Cup 1950. Jairzinho đưa Brasil lên dẫn trước 2–1, và Pelé đã hỗ trợ Rivelino ấn định tỷ số 3–1. Trong trận đấu đó, Pelé đã thực hiện một trong những cú đi bóng nổi tiếng nhất của anh. Tostão chuyền bóng cho Pelé, thủ môn của Uruguay là Ladislao Mazurkiewicz đã nhận ra và chạy ra khỏi khung thành của mình để đón bóng trước Pelé. Tuy nhiên, Pelé đã tới trước và lừa Mazurkiewicz bằng cách không chạm vào bóng khiến nó lăn qua phía trái Mazurkiewicz, trong khi Pelé chạy vòng qua bên phải. Pelé chạy vòng quanh Mazurkiewicz để lấy lại bóng và thực hiện một cú sút trong khi quay người về phía khung thành, nhưng anh đã quay quá mức khi sút, và quả bóng sạt cột góc xa ra ngoài.
Brasil gặp Ý trong trận chung kết tại sân vận động Azteca ở Thành phố México. Pelé ghi bàn mở tỉ số bằng một cú đánh đầu đánh bại hậu vệ người Ý Tarcisio Burgnich. Sau đó anh hỗ trợ cho bàn thắng thứ ba của Brasil của Jairzinho, và bàn thắng thứ tư của Carlos Alberto. Bàn thắng cuối cùng của trận đấu này thường được coi là bàn thắng tập thể hay nhất mọi thời đại bởi vì nó được tất cả các cầu thủ của đội Brasil tham gia trừ hai cầu thủ đang ở ngoài sân của đội. Trận đấu lên đến đỉnh điểm sau khi Pelé chuyền bóng ngẫu nhiên đi vào đúng đà chạy của Carlos Alberto. Alberto chạy vượt lên và ghi bàn. Brasil giành chiến thắng 4–1, được giữ cúp Jules Rimet vĩnh viễn, và Pelé nhận được Quả bóng Vàng - cầu thủ xuất sắc nhất của giải đấu. Burgnich, người đã kèm Pelé trong trận chung kết, được trích dẫn nói rằng "Tôi đã tự nhủ trước trận đấu, anh ấy cũng là da thịt giống như mọi người khác - nhưng tôi đã sai".
Trận đấu quốc tế cuối cùng của Pelé diễn ra vào ngày 18 tháng 7 năm 1971 với Nam Tư ở Rio de Janeiro. Với Pelé trên sân, kỷ lục của Brasil là 67 trận thắng, 14 trận hòa và 11 trận thua. Brasil không bao giờ thua khi có cả Pelé và Garrincha trong đội hình.

## Phong cách chơi bóng

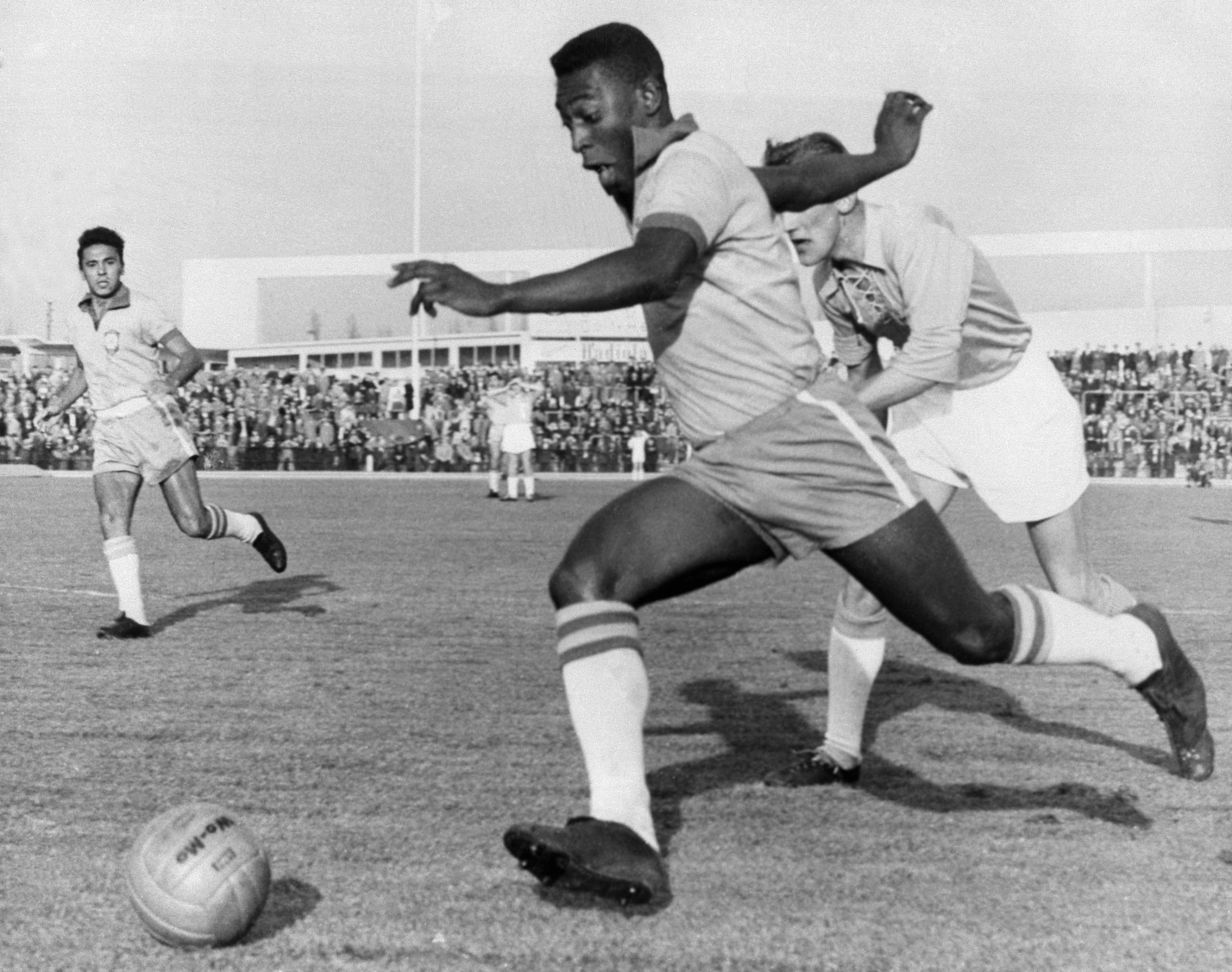
Pelé lừa bóng qua một hậu vệ khi chơi trong màu áo đội Brasil, tháng 5 năm 1960.

Pelé cũng đã được biết đến với việc kết nối cụm từ "The Beautiful Game" với bóng đá. Là một cầu thủ ghi bàn thành công, anh được biết đến với khả năng dự đoán vị trí của đối thủ trong khu vực và kết thúc cơ hội bằng một cú sút chính xác và mạnh mẽ bằng một trong hai chân. Pelé cũng là một cầu thủ làm việc chăm chỉ, với tầm nhìn và trí thông minh đặc biệt, được công nhận vì các cú chuyền chính xác, và khả năng liên kết với các đồng đội và hỗ trợ họ.
Trong sự nghiệp ban đầu của mình, Pelé chơi ở nhiều vị trí tấn công khác nhau. Mặc dù Pelé thường hoạt động trong vòng cấm như một tiền đạo chính hoặc tiền đạo trung tâm, nhưng nhiều kỹ năng của anh cũng cho phép Pelé chơi ở vai trò lùi nhiều hơn, như một tiền đạo bên trong hoặc thứ hai, hoặc tiền đạo chơi rộng hơn. Trong phần sau của sự nghiệp, Pelé đảm nhận vai trò tiền vệ kiến tạo nhiều hơn, thường chơi đằng sau các tiền đạo, và hoạt động như một tiền vệ tấn công.  Phong cách chơi độc đáo của Pelé kết hợp tốc độ, sáng tạo và kỹ năng kỹ thuật với sức mạnh thể chất, sức chịu đựng và bền bỉ. Kỹ thuật tuyệt vời, sự cân bằng, tinh tế, nhanh nhẹn và kỹ năng rê bóng của Pelé cho phép anh thường đi bóng qua đối thủ, và thường xuyên sử dụng những thay đổi hướng đột ngột và những pha lừa bóng tinh vi để vượt qua các cầu thủ, như cách di chuyển mang thương hiệu của Pelé, drible da vaca.  Một trong những động thái đặc trưng khác của anh là paradinha, hay dừng bóng đột ngột.  
Mặc dù có vóc dáng tương đối nhỏ, 5 feet 8 inch (1,73 m), Pelé xuất sắc khi tranh bóng trên không, do độ chính xác, thời gian và độ cao của cú bật nhảy. Nổi tiếng với những cú sút cầu vồng, Pelé cũng là một cầu thủ sút phạt và là người thực hiện phạt điền chính xác, mặc dù Pelé thường không chịu sút phạt đền, và nói rằng đó là một cách ghi bàn hèn nhát.
Pelé cũng được biết đến là một cầu thủ chơi công bằng và có ảnh hưởng lớn, người nổi bật nhờ khả năng lãnh đạo và tinh thần thể thao lôi cuốn trên sân. Cái ôm ấm áp của Pelé với Bobby Moore sau trận đấu Brazil-Anh tại World Cup 1970 được xem là hiện thân của thể thao, với tờ New York Times nêu rõ hình ảnh "chiếm được sự tôn trọng mà hai cầu thủ vĩ đại dành cho nhau. Khi họ trao đổi áo, chạm vào nhau và nhìn nhau, tính thể thao giữa hai người đã được ghi lại trong các hình ảnh. Không có sự hả hê, không có nắm đấm từ Pelé. Không có sự tuyệt vọng, không cảm giác thất bại từ Bobby Moore."  Pelé cũng nổi tiếng vì thường là cầu thủ có tính quyết định cho các đội bóng của mình, do xu hướng ghi bàn thắng quan trọng trong các trận đấu quan trọng của anh.

## Di sản
—Andy Warhol.
—Tổng thống Hoa Kỳ Ronald Reagan chào đón Pelé tại Nhà Trắng.
Pelé là một trong những cầu thủ được ca ngợi nhiều nhất trong lịch sử bóng đá và thường xuyên được xếp hạng cầu thủ hay nhất từ trước đến nay. Trong số những người cùng thời, ngôi sao người Hà Lan Johan Cruyff tuyên bố: "Pelé là cầu thủ bóng đá duy nhất vượt qua ranh giới của logic." Đội trưởng giành chiến thắng tại World Cup 1970 của Brazil Carlos Alberto Torres, tỏ ra hào hứng: "Bí mật lớn của Pelé là sự ngẫu hứng. Những điều anh làm chỉ trong một khoảnh khắc. Anh ấy có một nhận thức phi thường về môn thể thao này." Tostão, tiền đạo chơi cùng trên hàng tấn công của anh tại World Cup 1970 nói rằng: "Pelé là người tuyệt vời nhất - anh ấy thật hoàn hảo. Và ngoài sân cỏ, anh luôn tươi cười và lạc quan. Bạn không bao giờ thấy anh nóng tính. Anh ấy thích trở thành Pelé." Đồng đội người Brazil của anh, Clodoaldo đã bình luận về câu ngạn ngữ mà anh chứng kiến: "Ở một số nước họ muốn chạm tay vào Pelé, ở một số nước họ muốn hôn Pelé. Ở một số nước khác, họ thậm chí còn hôn xuống mặt đất nơi Pelé đã đi qua. Tôi nghĩ chuyện này thật đẹp đẽ, đơn giản là đẹp".
Cựu ngôi sao của Real Madrid và Hungary Ferenc Puskás tuyên bố: "Cầu thủ vĩ đại nhất trong lịch sử bóng đá là Di Stéfano. Tôi từ chối phân loại Pelé như một cầu thủ. Anh ấy đã vượt lên trên mức cầu thủ rồi". Just Fontaine, tiền đạo người Pháp và là tay săn bàn số một tại World Cup 1958 nói: "Khi tôi thấy Pelé chơi, nó khiến tôi cảm thấy mình nên treo giày". Đội trưởng giành chiến thắng World Cup 1966 của Anh Bobby Moore nhận xét: "Pelé là cầu thủ hoàn thiện nhất tôi từng thấy, anh ấy có tất cả mọi thứ. Hai chân tốt. Phép thuật khi tranh bóng trên không. Nhanh. Khỏe. Có thể đánh bại mọi người bằng kỹ năng. Có thể chạy nhanh hơn mọi người. Chỉ cao năm feet và tám inch, nhưng anh ta dường như là một vận động viên khổng lồ trên sân. Cân bằng hoàn hảo và có tầm nhìn không thể tin nổi. Anh ấy là người vĩ đại nhất bởi vì anh ấy có thể làm bất cứ điều gì và mọi thứ trên một sân bóng đá. Tôi nhớ Saldanha huấn luyện viên được một nhà báo người Brazil hỏi rằng, ai là thủ môn giỏi nhất trong đội hình của Brazil. Saldanha nói rằng đó là Pelé. Một cầu thủ mà có thể chơi ở bất kỳ vị trí nào". Cựu tiền đạo của Manchester United và là thành viên của đội bóng giành chiến thắng FIFA World Cup 1966 của Anh, Sir Bobby Charlton tuyên bố; "Đôi khi tôi cảm thấy như thể bóng đá được phát minh cho cầu thủ ma thuật này." Trong World Cup 1970, khi hậu vệ Paddy Crerand của Manchester United (người là thành viên của hội đồng ITV) được hỏi: "Làm thế nào để bạn đánh vần Pelé?", anh trả lời: "Dễ thôi: C-H-Ú-A".

## Đời tư

### Các mối quan hệ và con cái
- Với Anizia Machado
  - Sandra (1964–2006)
- Với Lenita Kurtz
  - Flávia (sinh năm 1968)
- Với Rosemeri dos Reis Cholbi
  - Kelly Cristina (sinh năm 1967)
  - Edson (sinh năm 1970)
  - Jennifer (sinh năm 1978)
- Với Assíria Lemos Seixas
  - Joshua (sinh năm 1996)
  - Celeste (sinh năm 1996)

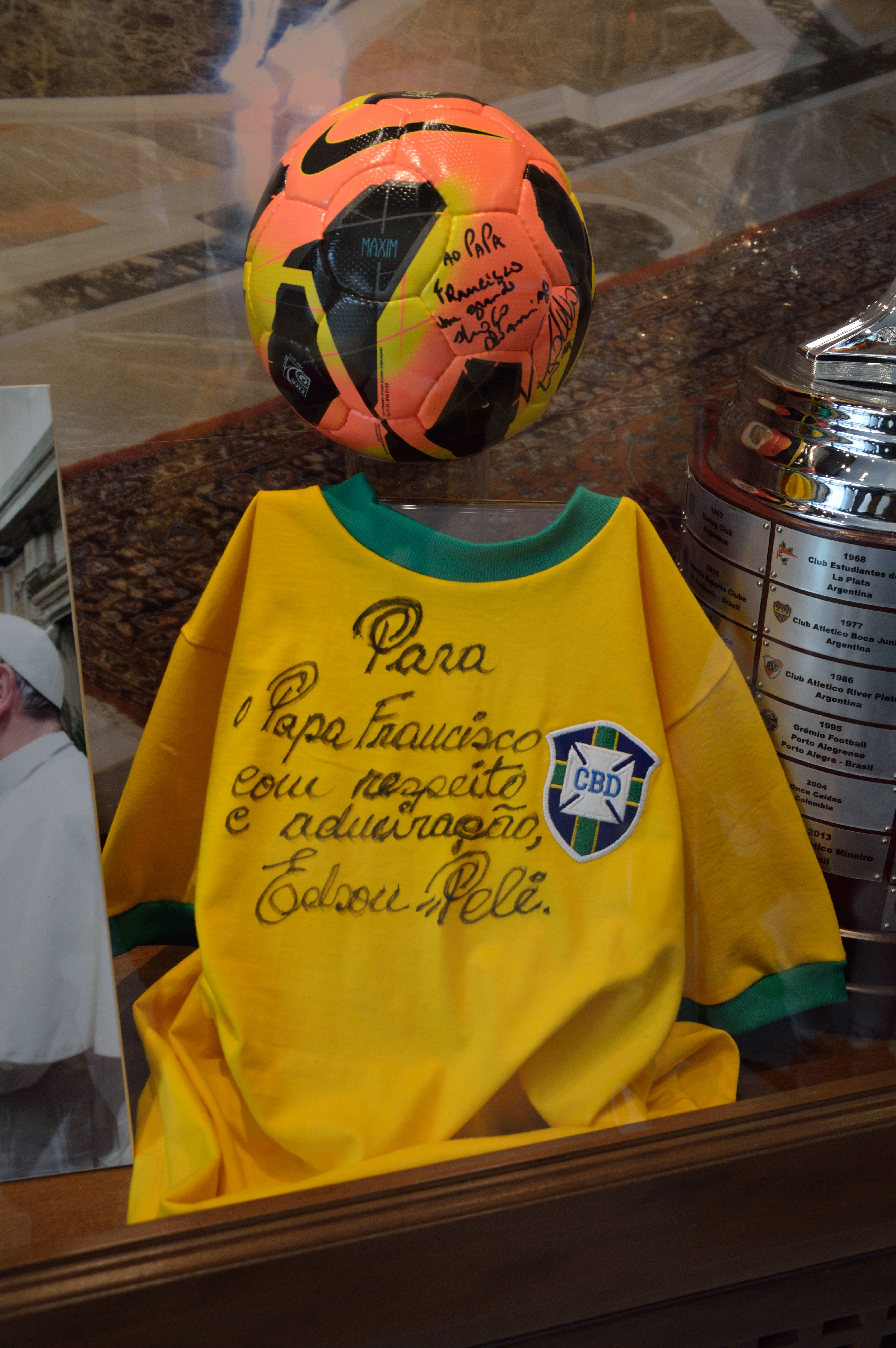
Pelé tặng chiếc áo đã có chữ ký cho Giáo hoàng Francis.

Pelé đã kết hôn ba lần, và đã có một vài lần ngoại tình, với vài đứa con riêng. Ngày 21 tháng 2 năm 1966, Pelé kết hôn với Rosemeri dos Reis Cholbi. Họ có hai con gái và một con trai: Kelly Cristina (sinh ngày 13 tháng 1 năm 1967), kết hôn với Tiến sĩ Arthur DeLuca, Jennifer (sinh năm 1978) và con trai Edson ("Edinho", ngày 27 tháng 8 năm 1970). Cặp đôi này đã ly dị vào năm 1982. Từ năm 1981 đến năm 1986, Pelé quan hệ tình cảm với người dẫn chương trình truyền hình Xuxa, và tạo ảnh hưởng lớn trong sự nghiệp của cô. Xuxa chỉ mới 17 tuổi khi họ bắt đầu hẹn hò. Vào tháng 4 năm 1994, Pelé kết hôn với nhà tâm lý học và ca sĩ phúc âm Assíria Lemos Seixas. Ngày 28 tháng 9 năm 1996, hai người có cặp sinh đôi Joshua và Celeste thông qua phương pháp điều trị sinh sản. Cặp đôi này đã ly dị vào năm 2008.
Pelé có ít nhất hai đứa con nữa từ các tình cũ. Sandra Machado, đứa trẻ được sinh ra từ một mối tình Pelé có vào năm 1964 với một người giúp việc gia đình, Anizia Machado, đã chiến đấu trong nhiều năm để đứa con này được Pelé công nhận, dù cho Pelé đã từ chối đệ trình xét nghiệm DNA. Mặc dù Sandra Machado được tòa án công nhận là con gái sinh học của Pelé dựa trên bằng chứng DNA vào năm 1993, Pelé không bao giờ thừa nhận cô con gái cả này ngay cả sau khi cô qua đời vào năm 2006, cũng như hai đứa con của cô, Octavio và Gabriel. Pelé cũng có một cô con gái khác, Flávia Kurtz, trong một vụ ngoại tình vào năm 1968 với nhà báo Lenita Kurtz. Flávia đã được ông công nhận là con gái của ông.
Ở tuổi 73, Pelé tuyên bố ý định kết hôn với Marcia Aoki, 41 tuổi, một nhà nhập khẩu thiết bị y tế của Nhật Bản-Brasil từ Penápolis, São Paulo, người mà ông đã hẹn hò từ năm 2010. Họ gặp nhau lần đầu vào giữa những năm 1980 ở New York, trước khi gặp lại vào năm 2008. Họ kết hôn vào tháng 7 năm 2016.

### Chính trị
Năm 1970, Pelé bị chế độ độc tài quân sự Brasil điều tra vì nghi ngờ ủng hộ cánh tả. Các tài liệu được giải mật cho thấy Pelé đã bị điều tra sau khi được trao một tuyên ngôn kêu gọi thả các tù nhân chính trị. Bản thân Pelé đã không tham gia sâu vào các cuộc đấu tranh chính trị trong nước.
Vào tháng 6 năm 2013, ông bị dư luận chỉ trích vì có quan điểm bảo thủ. Trong các cuộc biểu tình ở Brasil năm 2013, Pelé yêu cầu mọi người "quên các cuộc biểu tình đi" và hãy ủng hộ đội tuyển quốc gia Brasil.

### Sức khỏe

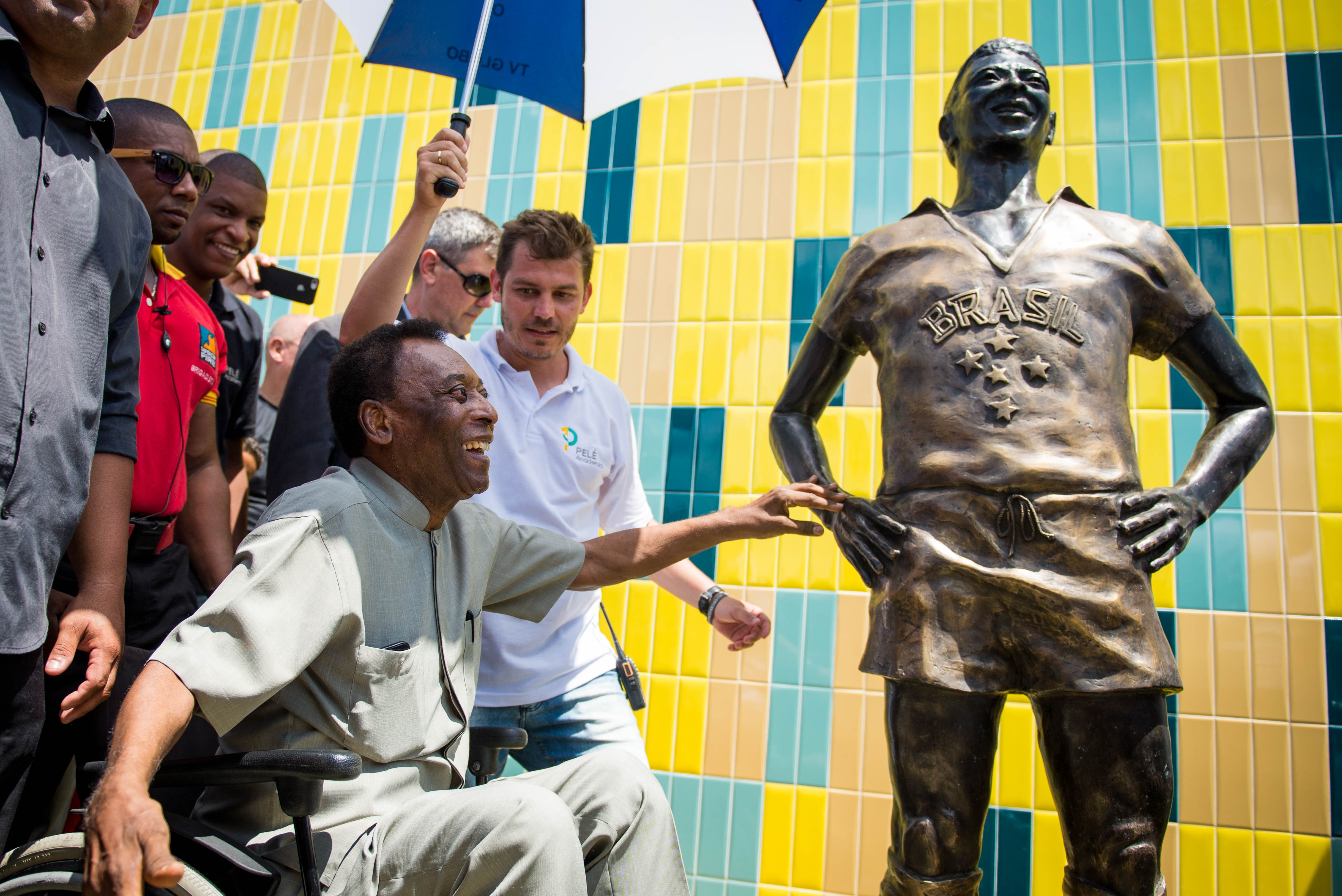
Pelé ngồi xe lăn vào đến buổi khánh thành bức tượng của ông ở Rio de Janeiro vào năm 2018

Năm 1977, truyền thông Brazil đưa tin rằng Pelé đã phải cắt bỏ thận phải. Vào tháng 11 năm 2012, Pelé đã trải qua một ca phẫu thuật không thành công. Vào tháng 12 năm 2017, Pelé xuất hiện trên chiếc xe lăn tại lễ bốc thăm World Cup 2018 tại Moscow, nơi ông chụp hình cùng Tổng thống Nga Vladimir Putin và Diego Maradona. Một tháng sau, ông suy sụp vì kiệt sức và được đưa đến bệnh viện. Năm 2019, sau khi nhập viện vì nhiễm trùng đường tiết niệu, Pelé đã trải qua phẫu thuật gắp sỏi thận. Vào tháng 2 năm 2020, con trai ông, Edinho, đã thông báo rằng Pelé không thể tự đi lại và không muốn ra khỏi nhà, cho rằng tình trạng yếu ớt của ông là do thiếu hồi phục sau ca phẫu thuật hông.
Tháng 9 năm 2021, Pelé phải phẫu thuật cắt bỏ khối u ở bên phải đại tràng của mình. Mặc dù con gái lớn của ông, Kely, nói rằng ông "vẫn ổn", nhưng ông đã được chuyển đến phòng chăm sóc đặc biệt vài ngày sau đó, vào ngày 30 tháng 9 năm 2021 để bắt đầu hóa trị liệu. Tháng 11 năm 2022, ESPN Brasil đưa tin Pelé đã được đưa đến bệnh viện với tình trạng "sưng toàn thân" cùng với "suy tim" và lo ngại rằng phương pháp hóa trị liệu của ông không mang lại hiệu quả như mong đợi; con gái ông, Kely, nói rằng "không có trường hợp khẩn cấp nào".

### Qua đời
Tháng 12 năm 2022, Bệnh viện Albert Einstein thông báo rằng khối u của Pelé đã phát triển và ông "cần được chăm sóc nhiều hơn liên quan đến rối loạn chức năng thận và tim". Tài khoản Instagram của ông xác nhận ông đã qua đời tại bệnh viện do suy đa tạng, một biến chứng của ung thư đại trực tràng, vào ngày 29 tháng 12 năm 2022, hưởng thọ 82 tuổi.
Cristiano Ronaldo, Lionel Messi, Neymar, nhiều vận động viên thể thao khác, và một số nhà lãnh đạo trên thế giới đã bày tỏ lòng kính trọng.

## Sau khi giải nghệ
Năm 1994, Pelé được bổ nhiệm làm Đại sứ thiện chí của UNESCO. Vào năm 1995, Tổng thống Brasil Fernando Henrique Cardoso đã bổ nhiệm Pelé vào chức vụ Bộ trưởng Thể thao đặc biệt. Trong thời gian này, ông đã đề xuất luật để giảm tham nhũng trong bóng đá Brasil, được gọi là "luật Pelé." Pelé rời vị trí của mình vào năm 2001 sau khi bị buộc tội tham gia vào vụ bê bối tham nhũng đã lấy cắp 700.000 đô la từ UNICEF. Người ta cho rằng số tiền được trao cho công ty của Pelé cho một trận đấu từ thiện, không được trả lại sau khi nó bị hủy bỏ, mặc dù không có gì được chứng minh, và UNICEF đã phủ nhận việc này. Năm 1997, ông nhận chức danh Hiệp sĩ danh dự từ Nữ hoàng Elizabeth II tại một buổi lễ ở Cung điện Buckingham. Pelé cũng đã giúp khai mạc trận chung kết FIFA World Cup 2006, cùng với siêu mẫu Claudia Schiffer.

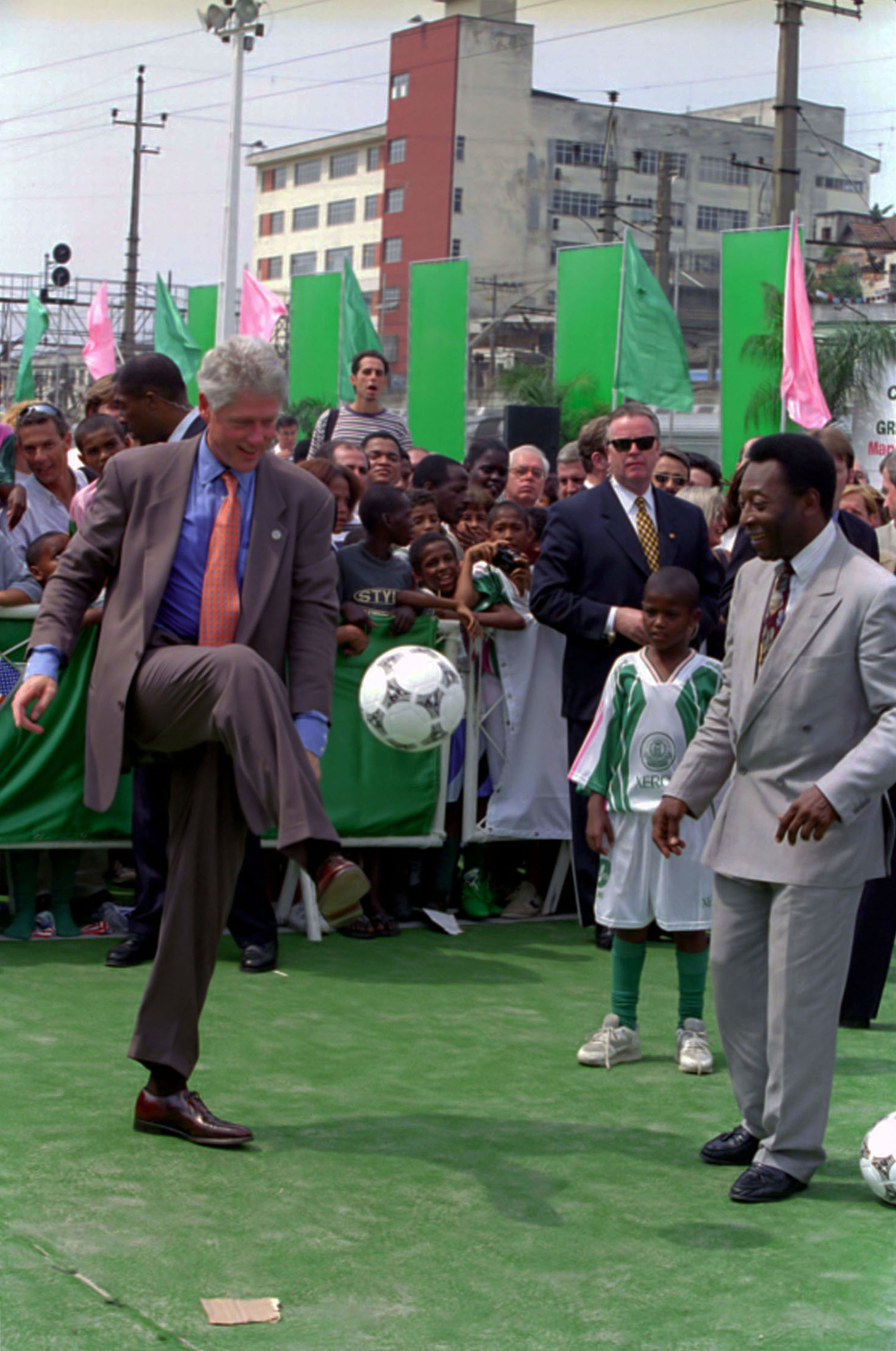
Pelé, Bộ trưởng Thể thao đặc biệt của Brasil, diện kiến tổng thống Hoa Kỳ Bill Clinton tại Rio de Janeiro, 15 tháng 10 năm 1997

Năm 1993, Pelé công khai cáo buộc nhà quản trị bóng đá Brasil Ricardo Teixeira tham nhũng sau khi công ty truyền hình của Pelé bị từ chối trong một cuộc đua giành bản quyền trong nước của Brasil tại World Cup 1994. Lời buộc tội của Pelé dẫn đến một mối thù tám năm giữa hai người. Kết quả của vụ việc, Chủ tịch FIFA, João Havelange đã cấm Pelé không được rút thăm cho World Cup 1994 tại Las Vegas. Những lời chỉ trích về lệnh cấm này được cho là đã ảnh hưởng tiêu cực đến cơ hội tái đắc cử của Havelange với tư cách là chủ tịch FIFA năm 1994.
Pelé đã xuất bản nhiều cuốn tự truyện, đóng vai chính trong phim tài liệu, và sáng tác các bản nhạc, bao gồm cả nhạc nền cho bộ phim Pelé năm 1977. Ông xuất hiện trong bộ phim Escape to Victory năm 1981, về một trận đấu bóng đá trong thế chiến II giữa các tù binh Đồng Minh và một đội tuyển Đức. Pelé đóng vai chính bên cạnh những cầu thủ bóng đá khác trong những năm 1960 và 1970, với các diễn viên Michael Caine và Sylvester Stallone. Năm 1969, Pelé đóng vai chính trong một telenovela gọi là Os Estranhos, về việc tiếp xúc đầu tiên với người ngoài hành tinh. Phim này được sản xuất để thu hút sự chú ý của công chúng vào các sứ mệnh Apollo. Năm 2001, ông đóng một vai cameo trong bộ phim châm biếm, Mike Bassett: England Manager..

## Danh hiệu
Santos
- Campeonato Brasileiro Série A: 1961, 1962, 1963, 1964, 1965, 1968[128]
- Copa Libertadores: 1962, 1963[129][130]
- Intercontinental Cup: 1962, 1963[131]
- Intercontinental Supercup: 1968[131]
- Campeonato Paulista: 1958, 1960, 1961, 1962, 1964, 1965, 1967, 1968, 1969, 1973[note 3][134]
- Torneio Rio-São Paulo: 1959, 1963, 1964[note 4], 1966[133]

New York Cosmos
- North American Soccer League, Soccer Bowl: 1977[136]
- North American Soccer League, Atlantic Conference Championship: 1977[136]

Đội tuyển Brazil
- FIFA World Cup: 1958, 1962, 1970[137]
- Taça do Atlântico: 1960[138]
- Roca Cup: 1957, 1963[139][140]
- Taça Oswaldo Cruz: 1958, 1962, 1968[52][141]
- Copa Bernardo O'Higgins: 1959[142]

## Thống kê

### Cấp câu lạc bộ

#### Tại Santos FC (1956-1971)
Ông đã ghi được 643 bàn thắng sau 656 lần ra sân cho câu lạc bộ.

#### Bảng thống kê bàn thắng
| Santos | 1956      | 0*     | 0*     |    |    |     |     |    |    | 0*   | 0*   |    |    |    |    |   |   | 2*  | 2*  | 2*   | 2*   |
| Santos | 1957      | 14+15* | 19+17* | 9  | 5  |     |     |    |    | 38*  | 41*  |    |    |    |    |   |   | 29* | 16* | 67*  | 57*  |
| Santos | 1958      | 38     | 58     | 8  | 8  |     |     |    |    | 46   | 66   |    |    |    |    |   |   | 14* | 14* | 60*  | 80*  |
| Santos | 1959      | 32     | 45     | 7  | 6  |     |     |    |    | 39   | 51   | 4* | 2* |    |    |   |   | 40* | 47* | 83*  | 100* |
| Santos | 1960      | 30     | 33     | 3  | 0  |     |     |    |    | 33   | 33   | 0  | 0  | 0  | 0  | 0 | 0 | 34* | 26* | 67*  | 59*  |
| Santos | 1961      | 26     | 47     | 7  | 8  |     |     |    |    | 33   | 55   | 5* | 7  | 0  | 0  | 0 | 0 | 36* | 48* | 74*  | 110* |
| Santos | 1962      | 26     | 37     | 0  | 0  |     |     |    |    | 26   | 37   | 5* | 2* | 4* | 4* | 2 | 5 | 13* | 14* | 50*  | 62*  |
| Santos | 1963      | 19     | 22     | 8  | 14 |     |     |    |    | 27   | 36   | 4* | 8  | 4* | 5* | 1 | 2 | 16  | 16* | 52*  | 67*  |
| Santos | 1964      | 21     | 34     | 4  | 3  |     |     |    |    | 25   | 37   | 6* | 7  | 0* | 0* | 0 | 0 | 16* | 13* | 47*  | 57*  |
| Santos | 1965      | 30     | 49     | 7  | 5  |     |     |    |    | 37   | 54   | 4* | 2* | 7* | 8  | 0 | 0 | 18* | 33* | 66*  | 97*  |
| Santos | 1966      | 14     | 13     | 0* | 0* |     |     |    |    | 14*  | 13*  | 5* | 2* | 0  | 0  | 0 | 0 | 19* | 16* | 38*  | 31*  |
| Santos | 1967      | 18     | 17     |    |    | 14* | 9*  |    |    | 32*  | 26*  | 0  | 0  | 0  | 0  | 0 | 0 | 32* | 26* | 65*  | 56*  |
| Santos | 1968      | 21     | 17     |    |    | 17* | 11* |    |    | 38*  | 28*  | 0  | 0  | 0  | 0  | 0 | 0 | 38* | 28* | 73*  | 55*  |
| Santos | 1969      | 25     | 26     |    |    | 12* | 12* |    |    | 37*  | 38*  |    |    | 0  | 0  | 0 | 0 | 37* | 38* | 61*  | 57*  |
| Santos | 1970      | 15     | 7      |    |    | 13* | 4*  |    |    | 28*  | 11*  |    |    | 0  | 0  | 0 | 0 | 28* | 11* | 54*  | 47*  |
| Santos | 1971      | 19     | 8      |    |    |     |     | 21 | 1  | 40   | 9    |    |    | 0  | 0  | 0 | 0 | 40  | 9   | 72*  | 29*  |
| Santos | 1972      | 20     | 9      |    |    |     |     | 16 | 5  | 36   | 14   |    |    | 0  | 0  | 0 | 0 | 36  | 14  | 74*  | 50*  |
| Santos | 1973      | 19     | 11     |    |    |     |     | 30 | 19 | 49   | 30   |    |    | 0  | 0  | 0 | 0 | 49  | 30  | 66*  | 52*  |
| Santos | 1974      | 10     | 1      |    |    |     |     | 17 | 9  | 27   | 10   |    |    | 0  | 0  | 0 | 0 | 27  | 10  | 49*  | 19*  |
| Santos | Tổng cộng | 412    | 470    | 53 | 49 | 56* | 36* | 84 | 34 | 605* | 589* | 33 | 30 | 15 | 17 | 3 | 7 | 656 | 643 | 1120 | 1087 |

## Hình ảnh

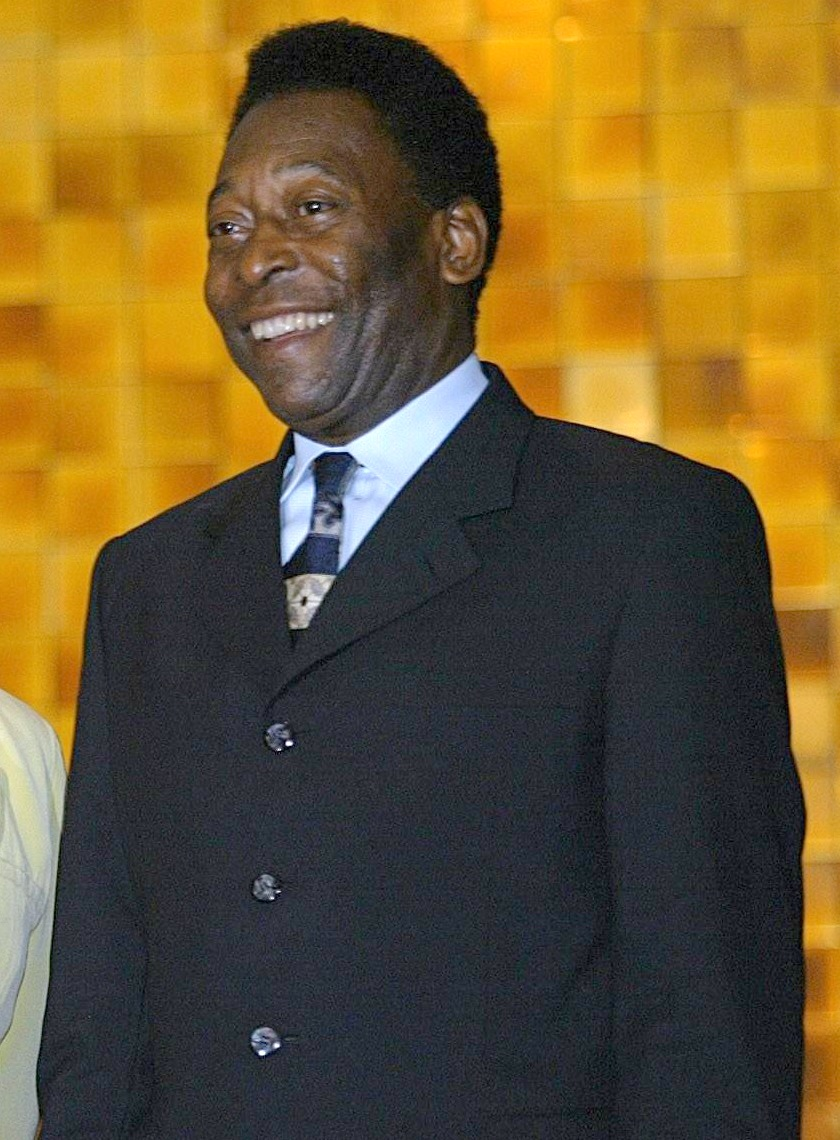
Năm 2004
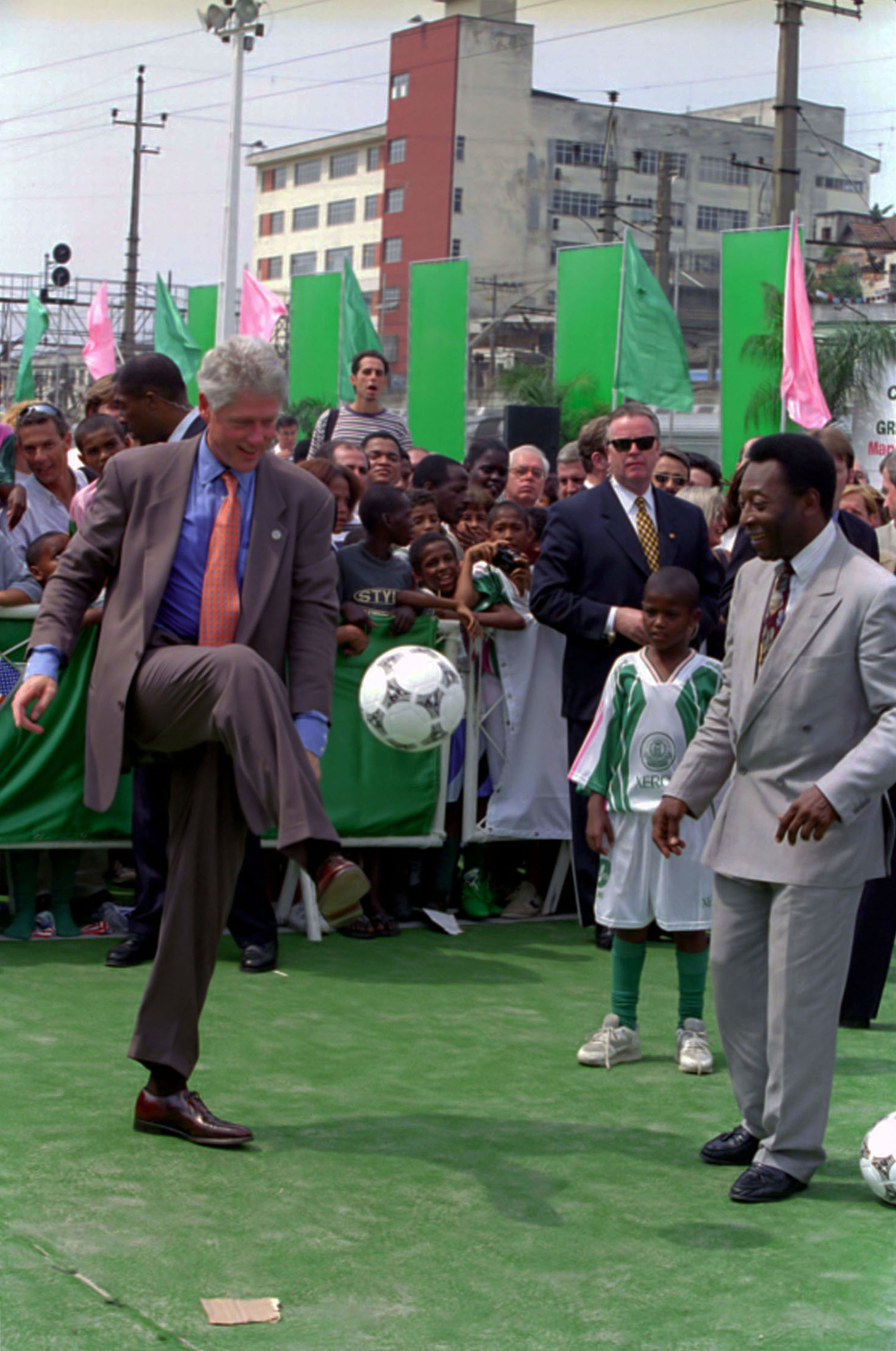
Pelé với Bill Clinton - 1997
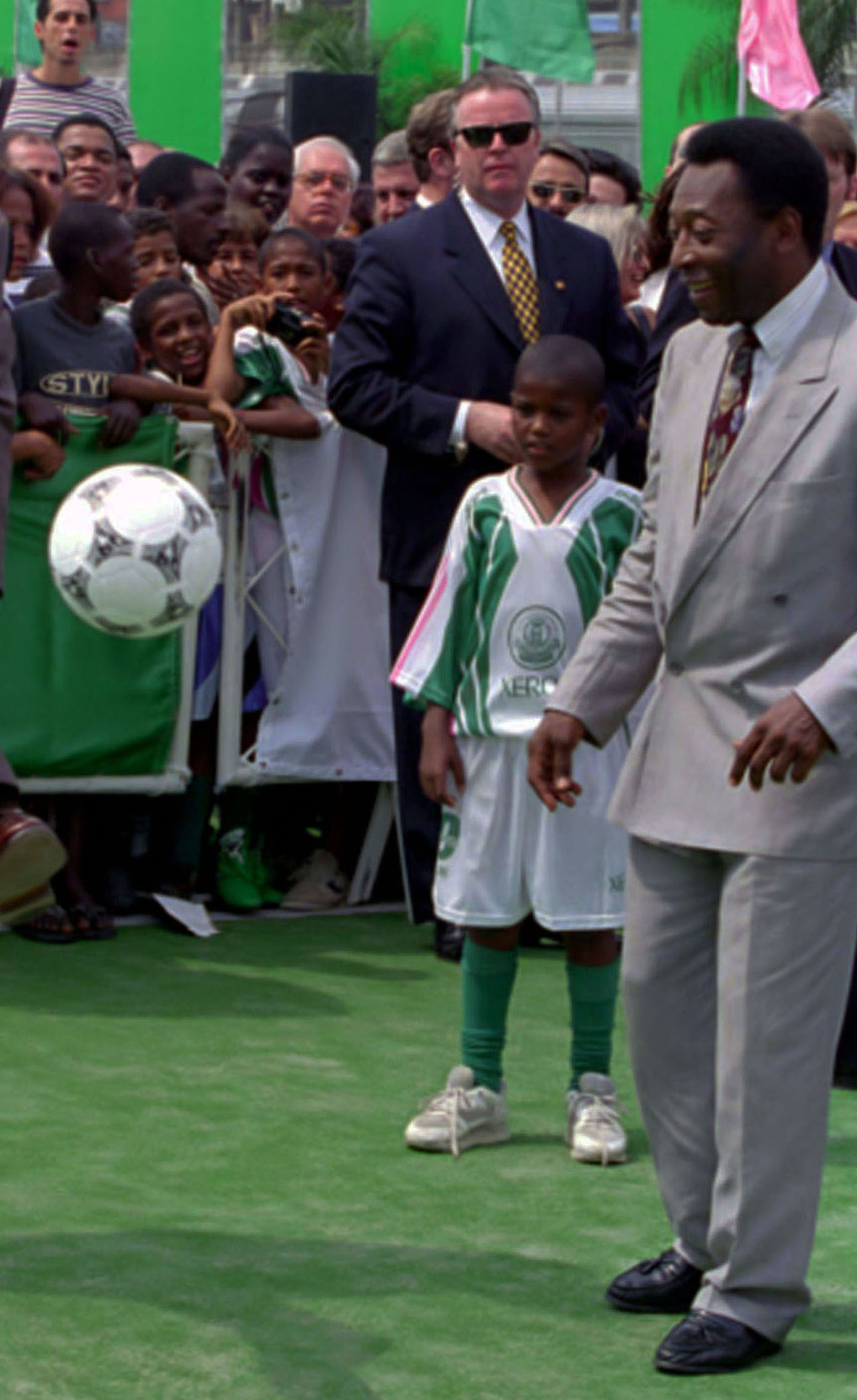
Pelé - 1997
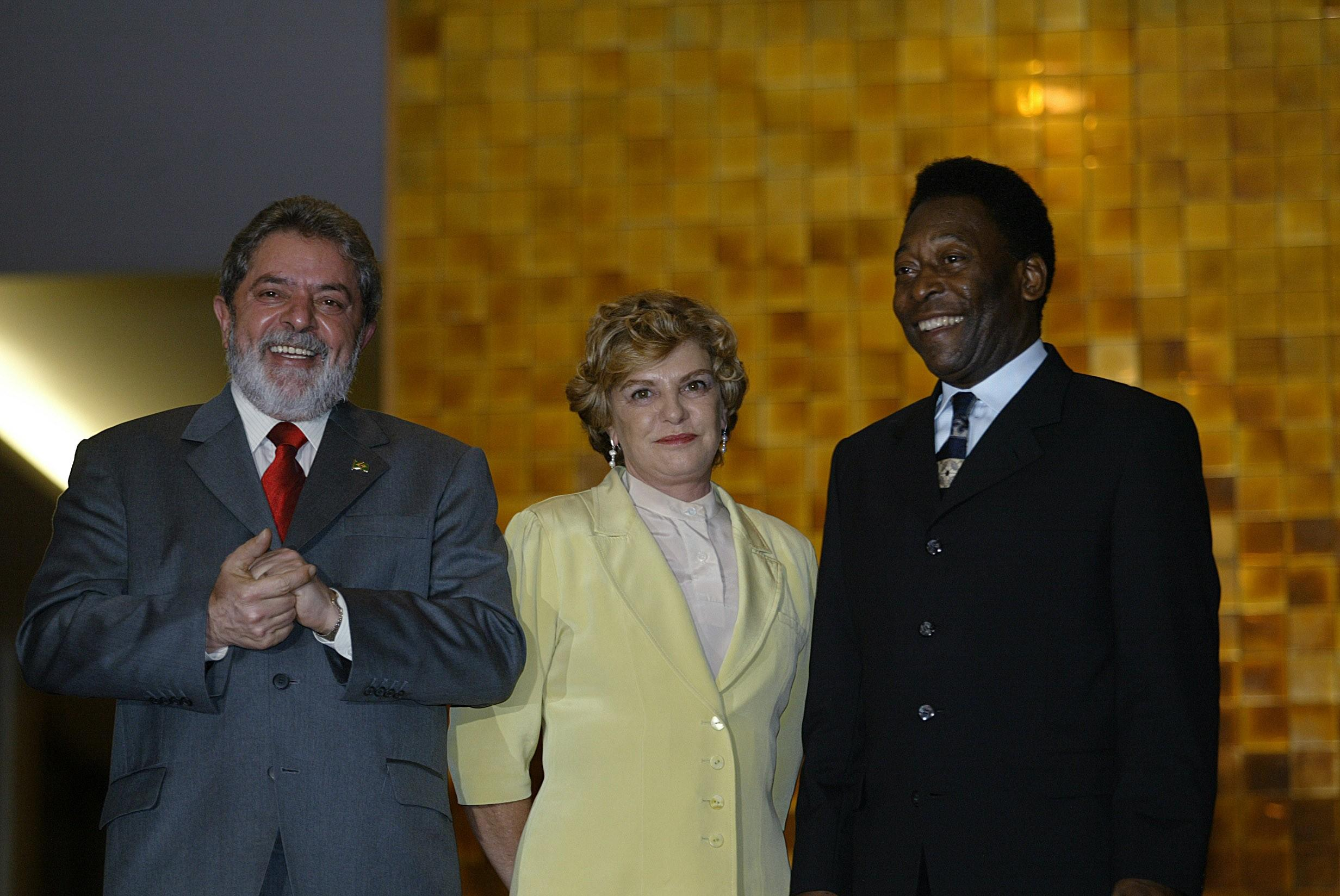
Pelé với Luiz Inácio Lula da Silva - 2004
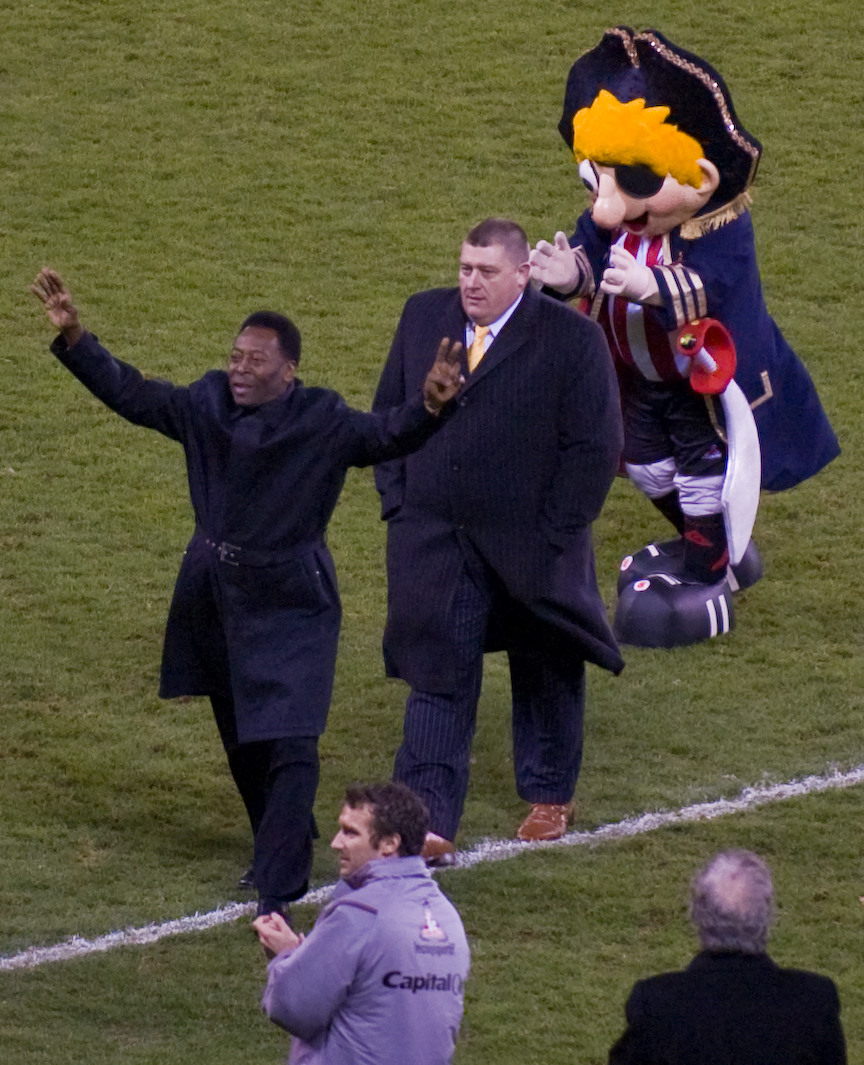
Pelé ở Sheffield